# Долуханов, Павел Маркович
Па́вел Ма́ркович Долуха́нов (1 января 1937, Ленинград, СССР — 6 декабря 2009, Ньюкасл, Великобритания) — доктор географических наук, профессор, профессор-эмерит (с 2002), российский и британский палеогеограф и археолог, сотрудник Института истории материальной культуры РАН (1959—1989) и Университета Ньюкасла, Великобритания (1990—2009), специалист в области археологии и палеосреды Северной Евразии. Преподавал в Ленинградском государственном университете, Университете Ньюкасла, Институте палеонтологии человека в Париже и Международном исследовательском центре японистики (Киото, Япония).

## Биография
Родился 1 января 1937 года в Ленинграде в семье профессора Электротехнического института Марка Павловича Долуханова (1907—1975). Племянник композитора А. П. Долуханяна. В 1959 году закончил Географический факультет Ленинградского государственного университета по специальности «географ-геоморфолог» и начал работать в лаборатории археологической технологии Ленинградского отделения Института археологии АН СССР (ныне ИИМК РАН) под руководством С. И. Руденко. Начав с должности старшего лаборанта, в 1988 году Долуханов стал заведующим лабораторией.
В 1965 году Долуханов защитил кандидатскую диссертацию по теме «Поздне- и послеледниковая история Балтийского моря и археологических культур в его бассейне», а в 1985 году — докторскую диссертацию по теме «Развитие природной среды и хозяйство первобытного населения Восточной Европы и Передней Азии в позднем плейстоцене-голоцене».
Наряду с научной деятельностью писал художественную прозу, которая публиковалась в журналах России и Финляндии. В 2003 вышел сборник его рассказов «Русский сезон», а посмертно в 2010 — роман «Ленинград-Тифлис» (Лимбус Пресс, 2009) под псевдонимом Павел Долохов.

## Научная деятельность
Основные направления его научной деятельности связаны с палеоэкологией и археологией, в частности с адаптацией археологических культур к изменениям природной среды. Рано осознав огромные возможности радиоуглеродного метода, Долуханов одним из первых в СССР использовал его данные в различных хронологических исследованиях.
С 1960-х годов Долуханов начал заниматься проблемой предыстории Балтики и археологических культур региона. Он принимал участие в экспедициях в Псковской и Смоленской областях, в раскопках и разведках на территории Калининградской области, палеолитических экспедициях на территории Молдавии и России. Долуханов возглавлял палеогеографический отряд, проводивший бурение озёр и болот Северо-Запада России, реконструируя изменения палеоклимата и исследуя историю озёр и Балтийского моря. Долуханов объездил почти весь Советский Союз: участвовал в полевых исследованиях в Туркмении, Узбекистане, Сибири, в средней полосе России, на Украине и в Молдавии.
Долуханов руководил международными грантами ИНТАС, ЮНЕСКО, Европейского союза, в которых участвовали сотрудники ИИМК РАН, Эрмитажа, Ленинградского университета, Института озероведения РАН, Университета Ньюкасла и др. научных центров. Под его руководством исследовались проблемы возникновения земледелия на территории Русской равнины, водные пути и миграции древнего населения Северо-Запада России и Черноморско-Средиземноморского коридора, а также адаптация культур к изменяющемуся уровню морей. Его научные работы отличаются органическим сочетанием методов географических наук, экологии и археологии и творческим применением статистических и математических методов в археологии.
Автор и соавтор научных монографий и статей, опубликованных в России, международных издательствах и научных журналах.

## Семья
- Жена — переводчик художественной прозы Марианна Евгеньевна Тайманова.
  - Сын Пётр.

## Научные труды
- Долуханов П. М. История Балтики / Худож. А. И. Кущенко. — М.: Наука, 1969. — 120 с. — (Научно-популярная серия АН СССР). — 4000 экз.
- Долуханов П. М. География каменного века / Отв. ред. А. А. Величко; Худож. В. Я. Янов. — М.: Наука, 1979. — 152 с. — (Планета Земля и Вселенная). — 50 000 экз.
- Multivariate Analysis of Upper Palaeolithic and Mesolithic Stone Assemblages (with J. K. Kozlowski and S. K. Kozlowski), Warsaw-Krakow, Uniwersytet Jagiellonski — PAN, 1980, 103 pp.
- Долуханов П. М. История средиземных морей / Отв. ред. А. Л. Чепалыга; Худож. Е. В. Бондарчук. — М.: Наука, 1988. — 144 с. — (Человек и окружающая среда). — 29 500 экз. — ISBN 5-02-001962-3.
- Ecology and Economy in Neolithic Eastern Europe, Duckworth, London and St. Martin’s Press, New York, 1984, 212 pp.
- Environment and Ethnicity in the Ancient Near East. Avebury, Aldershot, 1994, 406 pp. (перевод на турецкий: Imge Kitabevi Publishers, Ankara, 1998).
- Cultural Transformations and Interactions in Eastern Europe, edited jointly with J. C. Chapman. Avebury, Aldershot, 1994, 256 pp.
- The Early Slavs. Eastern Europe from the Initial Settlement to the Kievan Rus. Longman, New York, 1996, 321 pp.
- Landscape in Flux. Central and Eastern Europe in Antiquity, edited jointly with J. C. Chapman. Oxbow Books, Oxford, 1997, 340 pp.
- Quaternary of Northern Eurasia: Late Pleistocene and Holocene Landscapes, Stratigraphy and Environments. Edited jointly with A. A. Velichko, N. W. Rutter and N. R. Catto. Quaternary International, vols 41/42. Pergamon Press, 1997, 191 pp.
- Долуханов П. М. Источники этноса. — СПб.: Европейский дом, 2000. — 224 с.
- Archaeology in Russia. Dossier-Archéologia. Special issue, January 2002, edited jointly with M. Séfériadès.
- Долуханов П. М. Радиоуглеродная хронология неолита Северной Евразии. — СПб.: Теза, 2004. — 160 с.
- The East European Plain on the Eve of Agriculture. Edited jointly with G. R. Sarson and A. M. Shukurov, British Archaeological Reports: International Series 1964, Archaeopress, Oxford, 2009, 246 pp.

## Научные статьи
Автор более 200 статей, в том числе:
- Archaeology and nationalism in totalitarian and post-totalitarian Russia. In: J. A. Atkinson, I. Banks and J. O’Sullivan, eds., Nationalism and Archaeology, 1996, pp. 200—213.
- War and peace in prehistoric Eastern Europe. In: J. Carman and A. Harding, eds. Ancient Warfare. Sutton Publ., 1999, p. 73-88
- Alternative revolutions: hunter-gatherers, farmers and stock-breeders in the Northwestern Pontic area. In K. Boyle, C. Renfrew and M. Levine, eds., Ancient Interactions: East and West in Eurasia, McDonald Institute Monographs, Cambridge, 2001, p. 13-24.
- Improved radiocarbon chronology and the colonization of East European Plain by Modern Humans (with Shukurov, A. M. and Sokoloff, D. D). Journal of Archaeological Science, 28,7, 2001: 699—712.
- Modelling the Neolithic Dispersal in Northern Eurasia (with A. Shukurov).Documenta Praehistorica, 2004, 31, 35-47.
- The Holocene environment and transition to agriculture in Boreal Russia (Serteya Valley case study) (with K. A. Arslanov, A. M. Shukurov, A. N. Mazurkevich, L. A. Savelieva, E. N. Djinboridze, M. A. Kulkova and G. I. Zaitseva). Internet Archaeology 17, 2004 (http://intarch.ac.uk/journal/issue17/dolukhanov_index.html Архивная копия от 26 марта 2016 на Wayback Machine)
- Prehistoric environment, human migrations and origin of pastoralism in Northern Eurasia. In E. M. Scott et al., eds, Impact on Environment on Human Migrations in Eurasia. NATO Scientific Publications, Kluwer Acad. Publ., 2004, 225—232.
- Scythia before the Scythians (with M. L. Séfériadès and V. N. Stanko). Acts of the XIV UISPP Congress, BAR International Series 1271, p. 77-82.
- The chronology of Neolithic dispersal in Central and Eastern Europe (with A. Shukurov, D. Gronenborn, D. Sokoloff, V. Timofeev, G. Zaitseva). Journal of Archaeological Science, 32, 1441—1458, 2005.
- Prehistoric Sites in Northern Armenia (with S. Aslanian, E. Kolpakov and E. Belyaeva)
- Antiquity Vol 78 No 301. Project Gallery (http://antiquity.ac.uk/ProjGall/dolukhanov/ Архивная копия от 14 июля 2007 на Wayback Machine)
- Evolution of the waterways and early human migrations in the North-Eastern Baltic area (with V. Timofeev, Kh. Arslanov, G. Zaitseva, E. Nosov and D. Subetto). Geochronometria, 2005, 24, 81-86;
- The role of waterways in the spread of the Neolithic (with K. Davison, G. R. Sarson and A. Shukurov). Journal of Archaeological Science, 2006, 33, 641—652.